# 亚运之星
亚运之星是指2010年11月13-27日，每天由CCTV和CNTV公布5至8名王老吉"亚运之星"候选人，用户可通过手机或者网络为他们投票。当天获得票数最高的运动员将被评选为当日"亚运之星"。每晚结果在22点CCTV「亚运风云」节目中公布。

## 11月13日
武术男子长拳：袁晓超（2006年第十五届多哈亚运会武术男子长拳三项全能金牌）女子10米气步枪：易思玲 女子100米蝶泳：焦刘洋 游泳男子200米蝶泳：吴鹏 游泳男子200米蝶泳：松田丈志（日本）
获奖者 袁晓超，本届亚运会第一枚金牌获得者。

## 11月14日
男子射击：谭宗亮 女子举重：李萍 男子游泳：张琳 女子射击：郭文珺 男子游泳：朴泰桓（韩国）
获奖者 张琳

## 11月15日
男子射击：张健 男子体操：滕海滨 女子游泳：高畅 女子举重：李雪英 男子游泳：北岛康介（日本）
获奖者 滕海滨

## 11月16日
男子游泳：张琳 女子体操：何可欣 男子体操：陈一冰（获奖人） 女子国际象棋：侯逸凡 男子柔道：索比洛夫（乌兹别克斯坦）
获奖者 陈一冰

## 11月17日
女子自行车：吴静钰 女子游泳：赵菁 女子体操：眭禄 女子举重：刘春红 女子跆拳道：布特蕾·贝德蓬（泰国）
获奖者 眭禄

## 11月18日
男子游泳：孙杨 女子台球：刘莎莎 女子击剑：谭雪 男子象棋：吕钦 女子举重：波多别多娃（哈萨克斯坦）
获奖者孙杨

## 11月19日
女子台球：潘晓婷 男子击剑：仲满 花样游泳：蒋婷婷/蒋文文  女子赛艇：唐宾 女子举重：张美兰（韩国）
获奖者潘晓婷

## 11月20日
男子台球：丁俊晖 男子乒乓球：王皓 女子羽毛球：汪鑫 男子击剑：雷声 男子羽毛球：古健杰/陈文宏（马来西亚）
获奖者丁俊晖

## 11月21日
男子竞走：王浩 女子铅球：巩立姣 男子羽毛球：林丹 女子10000米：白雪 女子壁球：妮科尔·安·戴维（马来西亚）
获奖者林丹

## 11月22日
女子跳水：施廷懋/王涵 男子跳水：杨礼光/周吕鑫 男子跳高：杨雁盛 女子蹦床：何雯娜 男子100米：江里口匡史（日本）
获奖者何雯娜

## 11月23日
女子射击：张山 女子网球：彭帅 女子沙滩排球：薛晨/张希 男子跳水：罗玉通/秦凯 男子跳高：巴尔希姆（卡塔尔）
获奖者彭帅

## 11月24日
男子110米栏：刘翔 女子跳水：吴敏霞 男子沙滩排球：吴鹏根/徐林胤 女子空手道：李红 男子射箭：金优镇（韩国）
获奖者刘翔

## 11月25日
女子跳水：胡亚丹 男子跳水：何冲 女子拳击：任灿灿 男子拳击：张志磊 女子800米：贾迈勒（巴林）
获奖者何冲

## 11月26日
艺术体操：邓森悦 女子跳水：何姿 男子跳水：曹缘 男子拳击：邹市明 男子拳击：阿托耶夫（乌兹别克斯坦）
获奖者邓森悦

## 11月27日
1500米自由泳新科冠军：孙杨 羽毛球全满贯：林丹 九球天后：潘晓婷 110米栏亚运三连冠：刘翔 广州亚运三冠王：朴泰桓（韩国）
获奖者刘翔

## 外部連結
- .   [2010-11-18]. （原始内容存档于2010-11-16）.